# Округ Соколов
Округ Соколов (чеш. Okres Sokolov) је округ у Карловарском крају, у Чешкој Републици. Административно средиште округа је град Соколов.

## Становништво
Према подацима о броју становника из 2012. године округ је имао 91.724 становника.